# Ghàmids
Els Ghàmid són una tribu l'oest de l'Aràbia Saudita, a l'anomenat Bilad Ghàmid, ‘País Ghàmid', al sud del Hijaz. Es consideren descendents de Ghàmid ibn Abd-Al·lah, de la gran tribu dels Azd de Qahtan, emigrats del Iemen.
Història:
El 1813, l'ordre va ser complerta per Muhammad Ali Pasha i el sultà otomà li va donar subministraments, provisions i armes
I subministrava soldats a les terres de la foscor i a Asir, que no s'ho podien permetre.
L’any 1814, on es va celebrar la famosa batalla a la vall de Quraish a la taula entre l'exèrcit de Muhammad Ali Pasha i un exèrcit de Ghamid dirigit pel cavaller / Salih bin Habash i l'enemic dirigit pel turc / Abdin Bey format per vint mil combatents. i l'exèrcit turc va ser derrotat, de manera que més de mil combatents van morir de l'exèrcit de Muhammad Ali Pasha i l'exèrcit turc es va retirar a Taif.
A finals de l'any 1814, els homes de Ghamid van envair el turc i van destruir una fortalesa impenetrable per als turcs a la ciutat de Nasiriyah, a Balharith, i es van apoderar de moltes armes, municions i cavalls, i el pla de guerra era tan ajustat que La fortalesa turca va caure ràpidament en mans dels combatents de Ghamid.
L’any 1815 a partir d’avui 5 Muharram, l’imam Faisal bin Saud va descendir de la ciutat de Turbah amb deu mil combatents, i els musulmans es van mobilitzar des de les tribus Hijaz i des de Ghamid sota la direcció del cavaller Hamdan bin Hatamel fins que el seu nombre va arribar als vint-i-cinc mil restants de totes les tribus. Aquests vestigis es van reunir a (Ghazayel) prop de Taif i van marxar a lluitar contra els turcs i els que tenien entre els egipcis van lliurar una lluita aferrissada que va acabar amb la victòria de Faisal I els seus companys van poder matar un gran nombre de les forces turco-egípcies (aproximadament cinc-cents soldats otomans).
L'any 1816, després del retorn de Muhammad Ali Pasha a Egipte, les tribus de Ghamid i els homes d'al-Ma'a van cooperar
Algunes de les tribus Asir van fer retrocedir els turcs estacionats a Tihama i els van conduir a Taif i a Gidda.
L'any 1817 la caiguda de Bani Jarrah, la victòria del poble de Bani Jarrah de Bani Zibyan contra un exèrcit de les tribus Bisha dirigit per l'emir Omar Al-Sa'iri, i entre els més famosos dels morts hi havia el coronel Medawi Al -Qushayri de Bisha.
El 1817, va venir una campanya dels turcs per cremar el mercat de Ghadana i derrotar els turcs a mans dels fills de Ghamid.
El 1818, la gent de la regió va participar en la campanya de Khalil Pasha i del Sharif Muhammad Ibn Aun, el governador de la Meca
I Salomó Sanjak contra Asir.
El 1823, una campanya dirigida per Muhammad bin Aun i Ahmad Pasha va arribar a atacar Asir, però va ser destruïda de Ghamid al país de Ghamid.
L’any 1833, Sharif Hazaa bin Aoun va aterrar a Al Baha i el va lluitar contra Ghamid.
L’any 1833, dimecres, Ayed bin Mari va arribar a Buraidah, al país de Ghamid, i dijous, Ghamid bin Mari va participar i es va convertir en turc a Al Dhafir.
L’any 1837, les tribus del sud de l’Hijaz es van rebel·lar contra el domini otomà i van atacar les guarnicions otomanes de tots dos: Hejaz i Bilad Ghamid, després de l’arribada d’una de les campanyes del governant d’Asir, Ayed bin Mari.
El 1838, van participar a Ghamid al-Sharif i van derrotar l'exèrcit d'Ayed bin Mari.
El 1848, Ghamid Ibn Ayed va participar i va trencar la multitud de Sharif.
El 1851, el cavaller Thamer Bin Thamer Al-Yassidi Al-Ghamdi trenca els cavallers de Sharif Abdul-Muttalib Bin Ghalib i es refugia als camells.
El 1851, la campanya egípcia del Hejaz, que consistia en l'exèrcit egipci, el desert del Hijaz i Harb i Mutair, va ser derrotada a mans de Ghamid i Asir.
L'any 1864, una campanya va arribar sota la direcció del Sharif de la Meca (Abdullah bin Muhammad bin Abdul-Muin) per recuperar la regió d'Al-Baha, però va fracassar.
El 1870, al-Ashraf va dirigir campanyes disciplinàries per a algunes tribus, i la campanya turca va arribar a Al-Baha
Sota la direcció de Sharif Abdullah bin Muhammad bin Abd al-Mu'in Sharif Makkah, es van produir ferotges escaramusses entre l'exèrcit i la població rebel, cosa que finalment va provocar la intervenció d'Ibn Ayed i, per tant, Saeed bin Ayed va aconseguir liderar la campanya militar i va entrar al país de Ghamid i Zahran, i va ser rebut pels homes de Ghamid i Zahran.
El 1872, va tenir lloc una batalla al mercat d'Al-Baha entre la gent de Ghamid i Zahran amb les forces turques.
El setge d’Abha el 1882.
L'any 1895 es van produir dos assassinats entre les tribus de Qahtan i el turc d'una banda, i Ghamid, i les que tenien per una banda, i en què van morir 900 ajam i 300 famílies.
El 1896 es van produir diverses batalles, entre les quals destaquen:
1. La batalla de la justícia sobre el turc.
2. La batalla de Safa Ajlan contra el turc.
3. La batalla de l'espasa sobre el turc.
4. La batalla de la vall de Rush al turc.
5. La batalla de Wadi Qoub contra el turc.
El 1904, Ghamid s'uneix a Al-Sharif en la guerra contra Al-Idrisi.
El 1915, la batalla de Hajla contra Asir.
L’any 1922 va posar fi a la rebel·lió dirigida per Hassan bin Ayedh a Asir.
El 1925, Ghamid va participar en la batalla d'Abraq Raghama.
El 1929, la batalla de Hissar bin Fadel al-Maliki i Bani Harb de Bani Malik.
El 1932, final de la rebel·lió d'Idrissi a Jizan.
A la zona es troben nombroses torres de defensa en ruïnes construïdes pels Ghàmid i que singularitzen la seva regió. Al llarg del temps la triba s'ha dividit en nombroses fraccions, la majoria sedentàries. De fet, l'única fracció que mantenia una forma de vida nòmada, els Al Sayyah, resideixen a l'extrem nord i est de l'esmentat districte i posseeixen alguns oasis a al-Aqiq i al llarg del uadi Ranya.